# Jean-Rabel
Pour l’article homonyme, voir Jean Rabel.
Jean-Rabel (Jan Rabèl  en créole haïtien) est une commune d'Haïti située dans le département du Nord-Ouest et dans l'Arrondissement de Môle-Saint-Nicolas, à l’extrême pointe ouest de la presqu’île du Nord d'Haïti.

## Géographie
La ville est située à une quarantaine de kilomètres de Port-de-Paix et à 250 kilomètres de la capitale Port-au-Prince, dans le massif montagneux de Saint-Nicolas qui culmine au Pic Morvan à 800 mètres d'altitude et au Mont Château à 840 mètres ; ainsi que sur le massif montagneux de Jean-Rabel qui atteint les 850 mètres d'altitude. Elle est limitée au Nord par l'Océan Atlantique, au Sud par les communes de Baie de Henne et d'Anse Rouge, à l'Est par la commune de Port-de-Paix et à l'Ouest par la commune du Môle Saint Nicolas. La commune de Jean Rabel est comprise entre les 19°41' et 19°55' de latitude Nord et entre les 72°56' et 73°45' de longitude Ouest1(*).

## Démographie
La commune est peuplée de 134 969 habitants(recensement par estimation de 2009).

## Histoire
Fondé en 1743, Jean Rabel fut d'abord paroisse avant d'être élevé au rang de commune le 17 octobre 1821 sous la Présidence de Jean-Pierre Boyer. A ce moment-là, elle était la 52e commune de la République. Le nom de la commune vient de celui d’un français, le Comte Rabel, qui s’était établi dans le Nord-Ouest pendant la colonisation française. Au cours des années 1773 et 1779, la commune connut une certaine expansion économique grâce à l’établissement dans la region d’une sucrerie par Stanilas Foache qui fut un flibustier Franco-Anglais. Le 23 juillet 1987, un propriétaire foncier fit massacrer 139 paysans sans terre. 

## Administration
La commune de Jean-Rabel comprend 7 sections municipales :
- Lacoma
- Guinaudée
- Vieille Hatte
- La Montagne
- Dessources
- Grande Source
- Diondion

## Économie
L'économie locale repose sur la culture de la canne à sucre, de figue-banane , de la mangue et autres fruits (Maïs, patate douce, manioc, pois, etc.).
On extrait du cuivre sur le territoire communal.

## Homonymie
Il y a deux autres localités qui portent la même toponymie de Jean-Rabel, l'une située dans le département du Nord-Est (Lat 19°26′ N Long 71°47′W) et l'autre dans le département du Sud-Est (Lat 18° N Long 72° W).